# Laphria index
Laphria index är en tvåvingeart som beskrevs av Mcatee 1919. Laphria index ingår i släktet Laphria och familjen rovflugor. Inga underarter finns listade i Catalogue of Life.